# 갈기

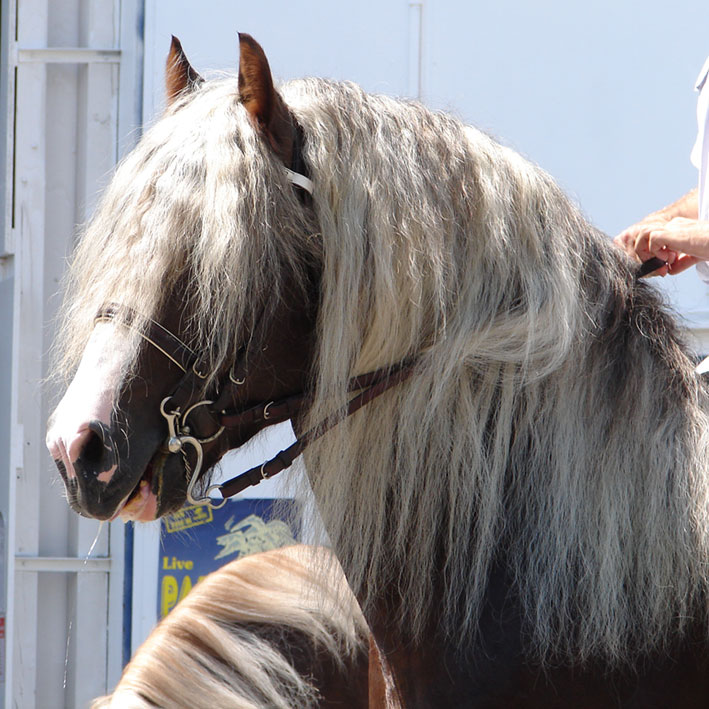
말의 갈기

갈기(mane)는 말, 사자 등의 목덜미에 줄을 지어 길게 나있는 털이다.
말에서 갈기는 말 또는 다른 말의 목 꼭대기에서 자라는 털로, 앞머리 또는 앞머리를 포함하여 머리에서 시들게 도달한다. 다른 말의 털보다 두껍고 거칠며 자연스럽게 자라 목을 대충 덮는다. 유전이 역할을 하여 어떤 말은 더 길고 두꺼운 갈기를, 다른 말은 더 짧고 가는 갈기를 갖게 된다.
서커스나 카발리아(Cavalia)와 같은 기마 전시에서 사용되는 것과 같은 일부 말은 갈기가 무릎까지 자랄 수 있다. 다른 사람들은 스타일이나 실용적인 목적을 위해 의도적으로 갈기를 완전히 깎는다. 그러나 다듬지 않은 경우 갈기는 일반적으로 말의 목 너비보다 길지 않다. 자연스러운 마모로 인해 잠재적인 길이가 제한되기 때문이다.
갈기는 목을 따뜻하게 유지하고 동물이 비를 피할 수 없는 경우 목에서 물이 흐르도록 도와주는 것으로 생각된다. 꼬리는 일반적으로 파리에 대한 첫 번째 방어 수단이지만 말의 앞쪽에 약간의 파리 보호 기능을 제공한다.
조랑말은 일반적으로 가장 두꺼운 갈기를 가지고 있으며 말 품종은 두께와 길이가 엄청나게 다양하다. 당나귀와 같은 다른 말은 갈기가 매우 희박하고 가는 경우가 많다. 기린과의 구성원, 특히 기린도 갈기가 있다.